# Lord Somerville
Lord Somerville war ein erblicher britischer Adelstitel in der Peerage of Scotland.

## Verleihung
Der Titel wurde um 1445 für den Justiciar of Scotland, Sir Thomas Somerville, geschaffen.
Nach dem Tod des 8. Lords, 1618, ruhte der Titel, da sein Bruder, der de iure 9. Lord, den Titel aus unbekannten Gründen nicht führte. Erst sein Nachfahre, der de iure 13. Lord, erreichte am 27. Mai 1723 die Bestätigung des Titels zu seinen Gunsten durch das House of Lords.
Seit dem kinderlosen Tod des 19. Lords am 28. August 1870 ruht der Titel erneut, da bislang keiner seiner Verwandten die formell wirksame Anerkennung seines Erbanspruches erreichte.

## Liste der Lords Somerville (um 1445)
- Thomas Somerville, 1. Lord Somerville (um 1370–1444)
- William Somerville, 2. Lord Somerville (um 1400–1456)
- John Somerville, 3. Lord Somerville († 1491)
- John Somerville, 4. Lord Somerville (um 1484–1523)
- Hugh Somerville, 5. Lord Somerville (um 1484–1549)
- James Somerville, 6. Lord Somerville (um 1518–1569)
- Hugh Somerville, 7. Lord Somerville (1547–1597)
- Gilbert Somerville, 8. Lord Somerville (1568–1618) (Titel ruht 1618)
- Hugh Somerville, de iure 9. Lord Somerville (um 1573–1640)
- James Somerville, de iure 10. Lord Somerville (1595–1677)
- James Somerville, de iure 11. Lord Somerville (1632–1693)
- James Somerville, de iure 12. Lord Somerville (1674–1709)
- James Somerville, 13. Lord Somerville (1698–1765) (Titel bestätigt 1723)
- James Somerville, 14. Lord Somerville (1727–1796)
- John Somerville, 15. Lord Somerville (1765–1819)
- Mark Somerville, 16. Lord Somerville (1784–1842)
- Kenelm Somerville, 17. Lord Somerville (1787–1864)
- Hugh Somerville, 18. Lord Somerville (1839–1868)
- Aubrey Somerville, 19. Lord Somerville (1838–1870)